# Skala Apfel
Skala Apfel – stosowana w anestezjologii skala określająca stopień prawdopodobieństwa wystąpienia nudności i wymiotów pooperacyjnych (PONV). Ocenie podlegają 4 cechy, których występowanie zwiększa ryzyko wystąpienia nudności i wymiotów pooperacyjnych (PONV):
- płeć żeńska,
- niepalenie tytoniu
- PONV lub choroba lokomocyjna w wywiadzie,
- zastosowanie opioidów po zabiegu chirurgicznym.

Za wystąpienie u badanego danej cechy nalicza się 1 punkt. Ryzyko wystąpienia nudności i wymiotów pooperacyjnych jest zależne od ilości uzyskanych punktów i wynosi:
- 39%, gdy chory uzyskał 2 punkty,
- 61%, gdy chory uzyskał 3 punkty,
- 79%, gdy chory uzyskał 4 punkty.

Powyżej 2 punktów powinno zostać wdrożone postępowanie profilaktyczne przeciwwymiotne.